# Torymus holcaspoideus
Torymus holcaspoideus är en stekelart som först beskrevs av William Harris Ashmead 1904.  Torymus holcaspoideus ingår i släktet Torymus och familjen gallglanssteklar. Inga underarter finns listade i Catalogue of Life.